# Parmelina gyrophorica
Parmelina gyrophorica är en lavart som beskrevs av Elix, S. L. Wang & J. B. Chen. Parmelina gyrophorica ingår i släktet Parmelina och familjen Parmeliaceae.   Inga underarter finns listade i Catalogue of Life.